# Turraea trichopoda
Turraea trichopoda är en tvåhjärtbladig växtart som först beskrevs av Henri Ernest Baillon, och fick sitt nu gällande namn av Hermann August Theodor Harms. Turraea trichopoda ingår i släktet Turraea och familjen Meliaceae. Inga underarter finns listade i Catalogue of Life.